# Микки Рено Кэптейнс Трофи

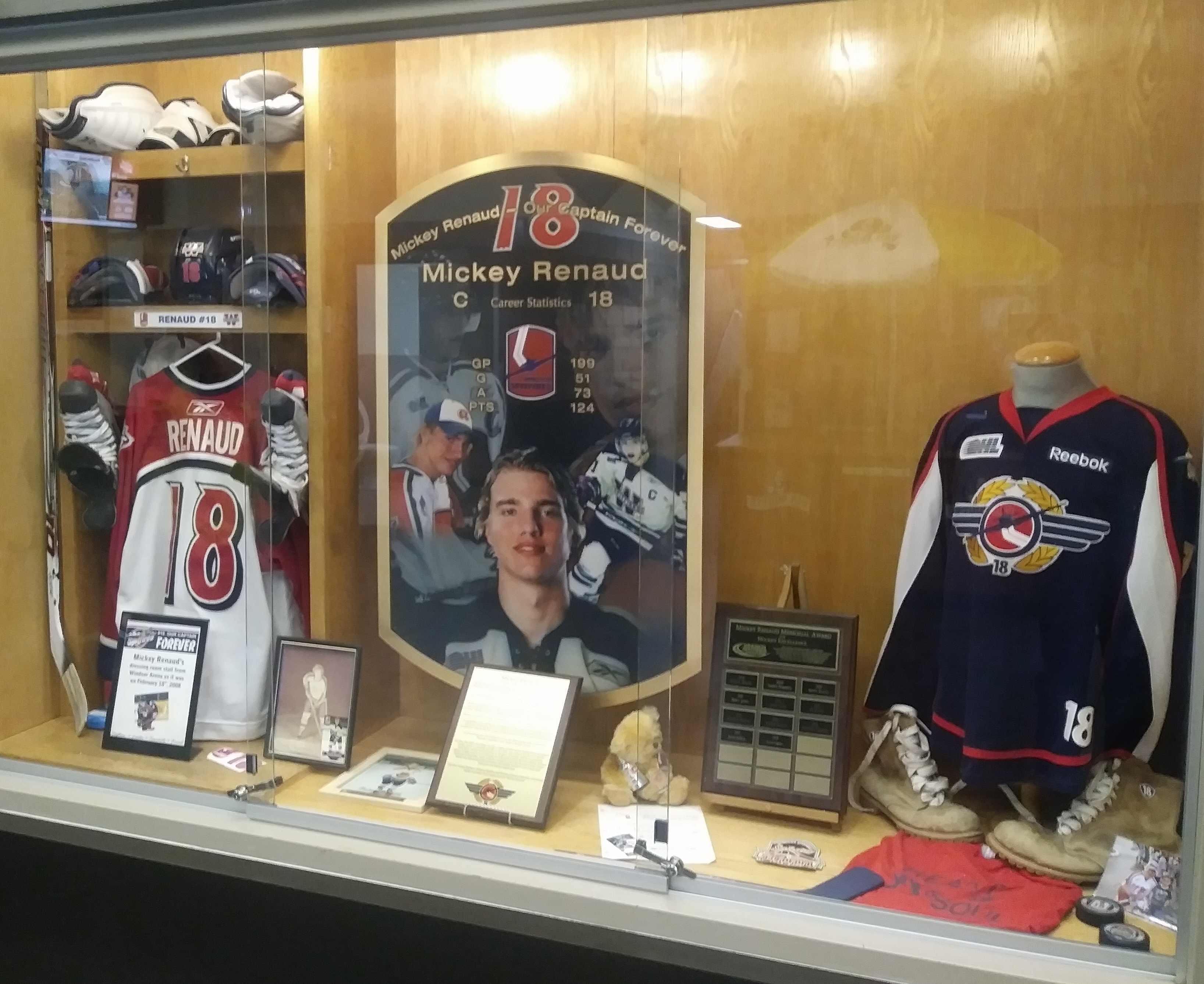
Мемориальная экспозиция в WFCU Centre, посвящённая Рено

Микки Рено Кэптейнс Трофи (англ. Mickey Renaud Captain's Trophy) — приз, ежегодно вручаемый Хоккейной лигой Онтарио (OHL) лучшему капитану команды. Приз был учреждён 4 февраля 2009 года в Уинсор (Онтарио) на OHL All-Star Classic в WFCU Centre. Члены выборочного комитета выбирают «капитана команды OHL, который лучше всего иллюстрирует лидерство на льду и вне его», каким был Микки Рено в течение его карьеры в OHL.
Микки Рено был капитаном «Уинсор Спитфайрз». В 2007 году был выбран в пятом раунде драфта НХЛ командой «Калгари Флэймз» перед его внезапной смертью 18 февраля 2008 года от редкой болезни сердца — гипертрофическая кардиомиопатия. «Уинсор Спитфайрз» уже на следующий день вывели из обращения его номер 18, а 25 сентября подняли под своды арены баннер с изображением его игровой майки. Микки был сыном Марка Рено — бывшего хоккеиста, игравшего в НХЛ за «Хартфорд Уэйлерс» и «Баффало Сейбрз» в 1979—1985 гг.

## Победители
- 2023-24 Брейден Хаш, Сагино Спирит
- 2022-23 Нолан Диллингем, Сарния Стинг
- 2021-22 Марк Вулли, Оуэн-Саунд Аттак
- 2020-21 Сезон был отменён из-за пандемии коронавируса
- 2019-20 Тай Делландреа, Флинт Файрбёрдз
- 2018-19 Айзек Рэтклифф, Гуэлф Шторм
- 2017-18 Джастин Лемке, Гамильтон Булдогс
- 2016-17 Алекс Питерс, Флинт Файрбёрдз
- 2015-16 Майкл Уэбстер, Барри Кольтс
- 2014-15 Макс Доми, Лондон Найтс
- 2013-14 Мэтт Финн, Гуэлф Шторм
- 2012-13 Колин Миллер, Су-Сент-Мари Грейхаундз
- 2011-12 Эндрю Агоццино, Ниагара АйсДогз
- 2010-11 Райан Эллис, Уинсор Спитфайрз
- 2009-10 Джон Куртц, Садбери Вулвз
- 2008-09 Крис Терри, Плимут Уэйлерс